# Hypericum carpaticum
Hypericum carpaticum är en johannesörtsväxtart som beskrevs av Mártonfi. Hypericum carpaticum ingår i släktet johannesörter, och familjen johannesörtsväxter. Inga underarter finns listade i Catalogue of Life.